# 액트 업
액트 업(영어: ACT UP, AIDS Coalition to Unleash Power)은 에이즈와 에이즈 환자를 위해 활동하는 국제 직접행동 단체이다. 액트 업은 1987년 3월 뉴욕의 '레즈비언, 게이, 양성애 & 트랜스젠더 커뮤니티 센터'에서 GMHC를 공동 설립하고 이사회에게 쫓겨난 래리 크레이머가 창립했으며, 표어는 "침묵 = 죽음"이다.
급진적이고 직접적인 행동에 대한 이 새로운 접근 방식에 영감을 받아 이 회사의 다른 참가자들은 여러 도시 보스턴, 시카고, 로스앤젤레스, 로드 아일랜드, 샌프란시스코, 워싱턴 DC 및 기타 지역에 지역 액트 업 지부를 구성했다.

## 같이 보기
- 키스 해링
- 래리 크레이머
- 120BPM